# مستشفى السلام بورسعيد
مستشفي السلام بورسعيد هي مستشفي تقع بحي الشرق وهي تعتبر المستشفى التخصصية الكبرى من المستوى الثالث على مستوى محافظة بورسعيد، وتقدم خدمات طبية متطورة وذات جودة لمرضى مدن القناة.

## الوصف
يوجد بالمستشفي حزمة خدمات طبية وتضم :الاستقبال والطوارئ، العناية المركزة للكبار والأطفال، ولحديثي الولاد، وأقسام الباطنة والقلب، الأوعية الدموية، والأنف والأذن والحنجرة، والأطفال، والنفسية والعصبية التخدير والعمليات، الجراحة العامة وجراحات المناظير العظام القلب والصدر المخ والأعصاب الوجه والفكين، جراحة التجميل والحروق، والعلاج الطبيعي، الروماتيزم والتأهيل، كما تضم لجنة مرض التصلب المتعدد، والصيدلة، والصيدلة الإكلينكية، والأشعة التشخيصية والرنين المغناطيسي، والسونار ورسم العضلات والأعصاب، وقياس هشاشة العظام، المعامل والتحاليل، والعيادات الخارجية.